# エヴァン・ジョーンズ (俳優)
エヴァン・ジョーンズ（Evan Jones, 1976年4月1日 - ）は、アメリカ合衆国出身の俳優である。

## 出演作品

### テレビ
- クリミナル・マインド FBI行動分析課
- デトロイト 1-8-7
- ブラザーズ＆シスターズ
- HAWAII FIVE-0
- CSI:ニューヨーク
- DARK BLUE/潜入捜査
- Dr.HOUSE
- ホームタウン 〜僕らの再会〜（アイキー）
- 堕ちた弁護士 -ニック・フォーリン-
- ERVIII緊急救命室

### 映画
- ザ・ウォーカー
- グローリー･ロード
- 戦場からの脱出
- ミッション・ワイルド（ボブ・ギッフェン）
- ジャーヘッド
- Mr.3000
- ルール3
- 8 Mile（チェダー・ボブ）
- デッドライン
- ブラッド・スローン
- ザ・アウトロー（ボー・"ボスコ"・オストロマン）

### オリジナルビデオ
- ミラーズ2